# Mattryggad savfluga
Mattryggad savfluga (Periscelis annulata) är en tvåvingeart som först beskrevs av Carl Fredrik Fallén 1813.  Mattryggad savfluga ingår i släktet Microperiscelis, och familjen savflugor. Arten är reproducerande i Sverige.